# Ben Falaniko
Ben Falaniko (* 20. Juli 1979 oder 1. September 1985) ist ein ehemaliger amerikanisch-samoanischer Fußballspieler.

## Karriere
Im April 2001 bestritt Falaniko vier Länderspiele für die amerikanisch-samoanische Nationalmannschaft. Sein Debüt gab er am 7. April 2001 gegen Fidschi (0:13) – nach FIFA-Angaben im Alter von 15 Jahren und 218 Tagen –, sieben Tage später bestritt er gegen Tonga (0:5) sein letztes Länderspiel. Am 11. April 2001 kam Falaniko bei der 0:31-Niederlage gegen Australien, dem höchsten Ergebnis in einem Fußball-Länderspiel, zum Einsatz.